# Костифер
Ко́стифер (нем. Kostifer), также мы́за Ко́стивере (эст. Kostivere mõis) — рыцарская мыза в Эстонии. Находится на территории волости Йыэляхтме уезда Харьюмаа, в посёлке Костивере. Согласно историческому административному делению мыза относилась к приходу Йыэляхтме. В годы Российской империи находилась на территории Эстляндской губернии и относилась к приходу Егелехт.

## История мызы
Мыза Костифер впервые упомянута в 1379 году, когда она вместе в водяной мельницей принадлежала семейству Лехтис (Lechtis).
В средние века мыза принадлежала монастырю Святой Бригитты в Таллине. В 16—17-м столетиях собственниками мызы были семейства Фрейтаг (Freytag) и Хастфер (Hastfer). После Северной войны мызой стала владеть императрица Екатерина Первая.
Согласно инвентаризации 1726 года можно предполагать, что первоначально главное здание мызы (господский дом) было одноэтажным деревянным строением на каменном фундаменте. В 1772 году мызу купил Иоганн фон Бреверн (Johann von Brevern), при котором в 1770—1780-х годах было построено двухэтажное главное здание в стиле раннего классицизма. Поблизости от главного здания были возведены многочисленные подсобные строения (каретник-конюшня, дом работников, хлев, амбар и др.), из которых большая часть составила с ним единый ансамбль вокруг общего парадного двора. В эти же годы семейство Бревернов приобрело мызу Маарт.
В 1843 году собственником мызы Костивере стал Иоганн фон Гернет (Johann von Gernet). В 1850-х годах мыза отошла во владение дворянского семейства фон Розенов.
На военно-топографических картах Российской империи (1846–1863 годы), в состав которой входила Эстляндская губерния, мыза обозначена как Костиферъ.
В ходе крестьянских волнений 1905 года мыза была сожжена. В 1907 году её собственником стал Александр фон Ден (Alexander von Dehn), и сожжённое главное здание было восстановлено в несколько изменённом виде.
- Герб Бревернов
- Герб Гернетов
- Герб Розенов
- Герб фон Денов
- Герб Сталь-фон-Гольштейнов

В 1920-х годах мыза Костивере была государственной, с 1941 года стала принадлежать совхозу «Костивере» (за исключением периода немецкой оккупации), чьей центральной усадьбой была до самой ликвидации совхоза. После этого хозяйствование в главном здании мызы взяла на себя волостная управа.

## Главное здание
Главное здание мызы — это двухэтажный особняк из плитняка в стиле раннего классицизма c низкой вальмовой крышей, покрытой жестью. До пожара в 1905 году у строения была высокая крыша. Оштукатуренный передний фасад украшает центральный ризалит с высоким треугольным фронтоном, на тимпане которого  в технике стукко выполнены гербы Бревернов и Сталь фон Гольштейнов. К южному крылу дома примыкает возведённая во второй половине 19-го столетия пристройка, по дизайну аналогичная основному зданию. Выступающая часть на заднем фасаде дома ранее была открытой и поддерживалась четырьмя массивными колоннами, а над ней находился балкон с деревянной балюстрадой. В настоящее время на передней стороне выступающей части находятся два окна, дверной проём между ними заделан, а над прежним балконом установлена низкая двускатная крыша. На первом этаже особняка изначально располагались хозяйственные помещения со сводчатыми потолками, расположение комнат позже было изменено. Из фойе на второй этаж ведёт более узкая, чем была первоначально, деревянная лестница с балюстрадой. Первоначальное расположение комнат и анфиладность второго этажа также лишь слегка угадываемы. В северном крыле второго этажа сохранились две оригинальные туалетные комнаты. Внутреннее убранство дома определяется капитальным ремонтом, осуществлённым во второй половине 1980-х годов материалами того времени (обои, краска, штукатурка, линолеум, мистра). Оригинальные материалы и детали сохранились во внешней архитектуре здания: профилированный карниз под навесом крыши, профилированный фриз, плоские лизены, штукатурное обрамление окон второго этажа. Дверной проём украшают пилястры и профилированный фронтон с цветами и шнуром в технике стукко.
После ликвидации совхоза «Костивере» в главном здании мызы располагалась амбулатория Костивере, в настоящее время там действует Культурная мыза Костивере.

## Парк
Парк расположен на относительно небольшой территории (4,3 га) на берегу реки Йыэляхтме. Въезд на парадную площадь выполнен в виде круговой проездной дороги. Пешеходная дорожка ведёт прямо через газон к центру дома. На газоне — декоративные кусты, группы деревьев, цветочные клумбы и живая изгородь. На газоне с правой стороны господского дома стоит относительно редкая для парковой архитектуры каменная колонна, установленная, по всей вероятности, в честь члена семьи. В конце 19-го столетия на мызе были также отапливаемые парник и виноградный домик. В настоящее время с задней стороны главного здания находится плодовый сад. За ним парковая зона переходит в лесопарк, который ограждает карстовая ложбина и уступчатые береговые укрепления из гранитных камней. Окружающая территорию парка река является одним из самых живописных композиционных элементов.
В парке произрастают в основном местные виды деревьев: вяз, ясень, клён, дуб, ольха и черёмуха. В меньшей степени также есть липы. Вокруг парадной площади много робиний.

## Мызный комплекс
Сохранилось большое число подсобных мызных зданий, из которых самыми примечательными являются расположенный напротив главного здания амбар и находящаяся к востоку от главного здания водочная фабрика (построена в конце 19-го столетия). К мызному комплексу также относится расположенный на реке Йыэляхтме каменный мост, который в качестве дорожного моста используется до сих пор. В километре к северу от мызного комплекса находится остов голландской ветряной мельницы.
В Государственный регистр памятников культуры Эстонии внесены следующие объекты мызного комплекса:
- главное здание (при инспектировании 28.05.2020 находилось на реставрации)[5];
- парк (при инспектировании 14.01.2019 находился в удовлетворительном состоянии)[6];
- парковая скульптура (при инспектировании 27.08.2015 находилась в удовлетворительном состоянии)[7];
- водочная фабрика (при инспектировании 22.08.2018 находилась в плохом состоянии)[8];
- хлев (при инспектировании 08.03.2019 находился в плохом состоянии)[9];
- кузница (при инспектировании 17.08.2019 находилась в удовлетворительном состоянии)[10];
- каретник-конюшня (при инспектировании 11.06.2015 находилась в аварийном состоянии)[11];
- амбар (при инспектировании 27.08.2015 находился в плохом состоянии)[12];
- дом работников (при инспектировании 03.01.2019 находился в плохом состоянии)[13];
- сарай 1 (при инспектировании 22.08.2018 находился в удовлетворительном состоянии)[14];
- сарай 2 (при инспектировании 24.10.2019 находился на реставрации)[15];
- мост (при инспектировании 22.08.2018 находился в удовлетворительном состоянии)[16];
- погреб (при инспектировании 27.08.2015 находился в хорошем состоянии)[17];
- дом батраков (при инспектировании 22.08.2018 находился в удовлетворительном состоянии)[18].

## Галерея
- Гербы на фронтоне переднего фасада главного здания
- Хлев
- Кузница
- Каретник-конюшня
- Дом батраков
- Водочная фабрика
- Амбар
- Сарай
- Мост
- Погреб